# 1 voor 12
1 voor 12 is een Surinaamse stichting die het doel heeft om leefomstandigheden van sociaal zwakkeren te verbeteren.
Ze werd op 23 maart 2005 opgericht door  Louis Vismale en Carlos Pinas en wordt geleid door Vismale. In 2007 werd de organisatie ingeschreven als stichting.

## Opzet
Het doel is om mensen in nood te helpen. Het gaat om mensen zonder woning, met financiële problemen, in kritieke medische omstandigheden of die eenvoudigweg geen eten hebben. Deze toestanden werken negatief door op het welzijn in de gehele maatschappij. De organisatie geeft bekendheid aan sociaal-maatschappelijke problemen van mensen die het niet lukt om zelfstandig aan de samenleving deel te nemen en betrekt hier de samenleving en partners bij om oplossingen te vinden voor de lange termijn.

## Ondernomen projecten
Voorbeelden van doelen die zijn uitgevoerd zijn zes maanden ondersteuning met 1000 SRD (60 euro, koers maart 2021) per maand voor een gezin met vijf kinderen met sikkelcelziekte, tal van financieringen van kosten bij medische aandoeningen en preventie tegen zelfmoord. Nadat in 2005 de negenjarige Roberto Refos na een ongeluk overleed en de dader wegreed, achterhaalde het 1-voor-12-team de dader. Ook organiseerde het de renovatie van duizend woningen en liet het tien nieuwe bouwen. Ook heeft het een eigen bakkerij gebouwd die brood uitdeelt aan tehuizen en inkomsten genereert voor de doelen. In november 2016 werd een gemeenschapsfonds in het leven geroepen, met daarin reserves om de continuïteit van de activiteiten te waarborgen. In maart 2022 schonk de Surinaamse regering de stichting vijf hectare bouwgrond in Para, waar in maart 2024 een schenking bij kwam van 50.000 SRD (1350 euro). Hier wil de stichting een opvanglocatie voor daklozen bouwen. In de verwachting dat de benodigde 400.000 SRD rond zal komen, is in april 2024 begonnen met het bouwrijp maken van de grond.